# Amtsgericht Geesthacht

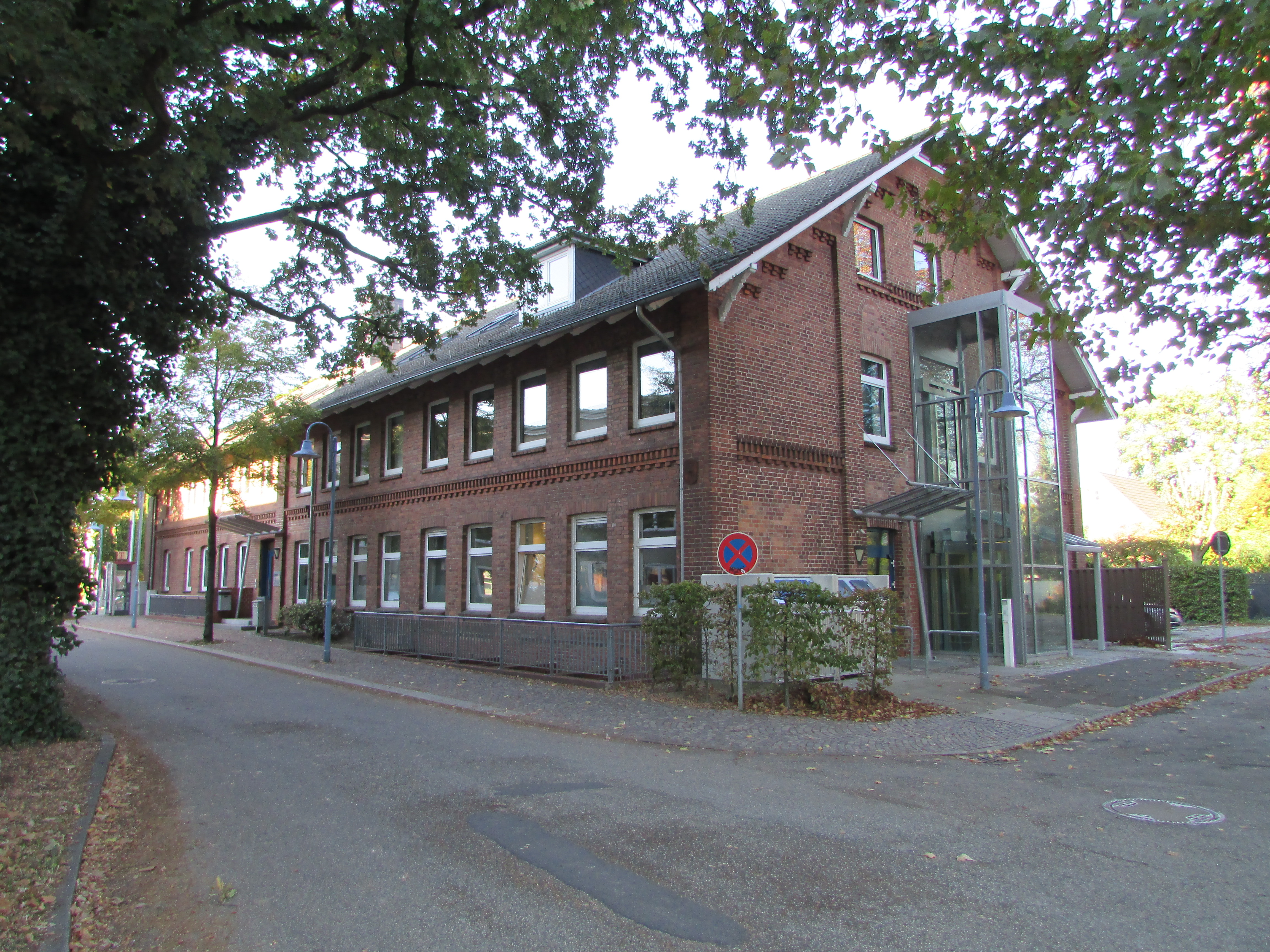
Gebäude des ehemaligen Amtsgerichts Geesthacht

Das Amtsgericht Geesthacht war ein deutsches Gericht der ordentlichen Gerichtsbarkeit des Landes Schleswig-Holstein im Bezirk des Landgerichts Lübeck. Es wurde im Jahr 1957 zusammen mit dem Amtsgericht Wedel errichtet. Aufgehoben wurde das Gericht im Jahr 2007.

## Gerichtssitz und -bezirk
Das Gericht hatte seinen Sitz in der Stadt Geesthacht.
Der Gerichtsbezirk umfasste das Gebiet der folgenden Städte und Gemeinden.
| - Börnsen, - Escheburg, - Geesthacht, - Hamwarde, - Hohenhorn, - Kröppelshagen-Fahrendorf, - Wiershop und - Worth. |

Das Gericht wurde im Zuge der Amtsgerichtsstrukturreform zusammen mit dem Amtsgericht Kappeln zum 1. April 2007 aufgehoben. Sämtliche Städte und Gemeinden gingen hierbei in den Bezirk des Amtsgerichts Schwarzenbek über.

## Gerichtsgebäude
Untergebracht war das Gericht in einem Gebäude unter der Anschrift Bandrieterweg 1. Es teilte sich die Räumlichkeiten mit der Verwaltung des Amtes Geesthacht-Land, welche 1994 nach Dassendorf verlegt wurde. Derzeit wird das Gebäude vom Jobcenter Herzogtum Lauenburg genutzt.

## Übergeordnete Gerichte
Dem Amtsgericht Geesthacht war das Landgericht Lübeck übergeordnet. Zuständiges Oberlandesgericht war das Schleswig-Holsteinische Oberlandesgericht in Schleswig.